# Upload (serie de televisión)
Upload es una serie de televisión web estadounidense de ciencia ficción y comedia dramática creada por Greg Daniels. La serie se estrenó el 1 de mayo de 2020 en Prime Video y fue renovada para una segunda temporada a finales de ese mes; que fue lanzada el 11 de marzo de 2022. En mayo de 2022, fue renovada por una tercera temporada.y lanzada en octubre de 2023. En marzo de 2024, la serie fue renovada para una cuarta y última temporada.

## Premisa
En 2033, los humanos pueden «subirse» en una vida después de la muerte virtual de su elección. Cuando el programador de computadoras Nathan muere prematuramente, lo suben al costoso Lake View, pero pronto se encuentra bajo el control de su posesiva novia viva Ingrid. A medida que Nathan se adapta a los pros y los contras del cielo digital, se enamora de Nora, su representante viva del servicio al cliente, o «Ángel». Nora lucha con las presiones de su trabajo, su padre moribundo que no quiere subirse, y sus sentimientos crecientes por Nathan mientras lentamente comienza a creer que él fue asesinado.
Esta temporada 2, Nora, el “ángel” de servicio al cliente, se ha mudado con un grupo que rechaza la tecnología y ha dejado a Nathan en Laqueame, donde él vive, incómodo, con su ex, Ingrid, que subió inesperadamente para estar con él.
En la Temporada 3, Nathan y Nora empiezan una relación en la vida real mientras derriban a FreeHand. Mientras tanto, una copia digital de Nathan cobra vida en Laquesis, donde explora un camino alternativo con Ingrid. Alee sha asciende en su trabajo y tiene un nuevo interés amoroso, y el solitario Luque busca trabajo en la Zona Gris.

## Elenco y personajes

### Principales
- Robbie Amell como Nathan Brown: un graduado de ingeniería informática de 27 años y programador informático recientemente fallecido que se sube a la vida digital Lake View.
- Andy Allo como Nora Antony: una mujer viva que es la asistente de Nathan en su otra vida.
- Allegra Edwards como Ingrid Kannerman: la novia de Nathan.
- Zainab Johnson como Aleesha: la compañera de trabajo de Nora que es la asistente de Luke.
- Kevin Bigley como Luke: un excabo del ejército y otro residente de Lake View que se hace amigo de Nathan y conoce muchos códigos trampa en Lake View.

### Recurrentes
- Jordan Johnson-Hinds como Jamie: el mejor amigo y socio comercial de Nathan.
- Chris Williams como Dave Antony: el padre de Nora.
- Owen Daniels como Chico IA: un empleado de Lake View que cumple múltiples funciones.
- Andrea Rosen como Lucy: la jefa de Nora en Horizen.
- Josh Banday como Ivan: el compañero de trabajo de Nora.
- Christine Ko como Mandi: la compañera de cuarto de Nora.
- Jessica Tuck como Viv: la madre de Nathan.
- William B. Davis como David Choak: un hombre rico que vive al otro lado del pasillo de Nathan en Lake View.
- Elizabeth Bowen como Fran Booth: la prima rara de Nathan que está investigando su accidente automovilístico.
- Andy Thompson como el Profesor
- Chloe Coleman como Nevaeh: la sobrina de Nathan.
- Julian Christopher como Ernie: un terapeuta de Horizen cuyo avatar en Lake View es un Labrador Retriever.
- Rhys Slack como Dylan: un niño que vive en Lake View después de caer en el Gran Cañón y ha quedado atrapado en la forma de un chico de 12 años a pesar de haber sido cargado hace seis años.
- Matt Ward como Byron: la pareja sexual informal de Nora.
- Barclay Hope como Oliver Kannerman: el padre de Ingrid.
- Yvetta Fisher como Batia: la compañera de trabajo de Nora.
- Hilary Jardine como Mildred: la abuela centenaria de Ingrid que reside en Lake View. Su avatar se basó en una fotografía en blanco y negro muy antigua, y ella aparece en blanco y negro.
- Scott Patey como Josh Pitzer: un ejecutivo que espera comprar el software de Nathan y Jamie.

### Invitados
- Justin Stone como Dan the Orbit Gum Guy
- Philip Granger como Tío Larry
- Phoebe Miu como Yang
- Brea St. James como Dylan adulto (mujer)
- Peter James Smith como Mauricio (vendedor de vida digital)
- Lucas Wyka como Jack Kannerman
- Matt Braunger como Brad
- Wayne Wilderson como Zach
- Credo Bratton como Rupert Tilford
- Larry Wilmore como Sr. Whitbridge

## Episodios
| Temporada | Temporada | Episodios | Episodios | Emisión original      | Emisión original      |
| --------- | --------- | --------- | --------- | --------------------- | --------------------- |
|           | 1         | 10        | 10        | 1 de mayo de 2020     | 1 de mayo de 2020     |
|           | 2         | 7         | 7         | 11 de marzo de 2022   | 11 de marzo de 2022   |
|           | 3         | 8         | 8         | 19 de octubre de 2023 | 19 de octubre de 2023 |

### Temporada 1 (2020)
| N.º en serie | N.º en temp. | Título                                                          | Dirigido por          | Escrito por                | Fecha de emisión original |
| ------------ | ------------ | --------------------------------------------------------------- | --------------------- | -------------------------- | ------------------------- |
| 1            | 1            | «Welcome to Upload» «Bienvenidos a Upload»                      | Greg Daniels          | Greg Daniels               | 1 de mayo de 2020         |
| 2            | 2            | «Five Stars» «Cinco estrellas»                                  | Greg Daniels          | Greg Daniels               | 1 de mayo de 2020         |
| 3            | 3            | «The Funeral» «El funeral»                                      | Jonathan van Tulleken | Mary Gulino                | 1 de mayo de 2020         |
| 4            | 4            | «The Sex Suit» «Traje sexual»                                   | Jonathan van Tulleken | Aasia Lashay Bullock       | 1 de mayo de 2020         |
| 5            | 5            | «The Grey Market» «La zona gris»                                | Kacie Anning          | Mike Lawrence              | 1 de mayo de 2020         |
| 6            | 6            | «The Sleepover» «Pijamada»                                      | Kacie Anning          | Shepard Boucher            | 1 de mayo de 2020         |
| 7            | 7            | «Bring Your Dad to Work Day» «La visita de papá»                | David Rogers          | Owen Daniels               | 1 de mayo de 2020         |
| 8            | 8            | «Shopping Other Digital After-Lives» «En busca de otros cielos» | Jeffrey Blitz         | Alex Sherman & Alyssa Lane | 1 de mayo de 2020         |
| 9            | 9            | «Update Eve» «Víspera de actualización»                         | Daina Reid            | Greg Daniels               | 1 de mayo de 2020         |
| 10           | 10           | «Freeyond»                                                      | Daina Reid            | Greg Daniels               | 1 de mayo de 2020         |

### Temporada 2 (2022)
| N.º en serie | N.º en temp. | Título                    | Dirigido por           | Escrito por             | Fecha de emisión original |
| ------------ | ------------ | ------------------------- | ---------------------- | ----------------------- | ------------------------- |
| 11           | 1            | «Welcome Back, Mr. Brown» | Dee Rees               | Izzy Kadish             | 11 de marzo de 2022       |
| 12           | 2            | «Dinner Party»            | Jeffrey Blitz          | Lauren Houseman         | 11 de marzo de 2022       |
| 13           | 3            | «Robin Hood»              | Jeffrey Blitz          | Maxwell Theodore Vivian | 11 de marzo de 2022       |
| 14           | 4            | «Family Day»              | Athina Rachel Tsangari | Anna Ssemuyaba          | 11 de marzo de 2022       |
| 15           | 5            | «Mind Frisk»              | Athina Rachel Tsangari | Megan Neuringer         | 11 de marzo de 2022       |
| 16           | 6            | «The Outing»              | Jeffrey Blitz          | Yael Green              | 11 de marzo de 2022       |
| 17           | 7            | «Download»                | Jeffrey Blitz          | Owen Daniels            | 11 de marzo de 2022       |

### Temporada 3 (2023)
| N.º en serie | N.º en temp. | Título                       | Dirigido por  | Escrito por             | Fecha de emisión original |
| --- | ------------ | ---------------------------- | ------------- | ----------------------- | ------------------------- |
| 18 | 1            | «Corre tiempo»               | Jeffrey Blitz | Greg Daniels            | 19 de octubre de 2023     |
| Nora y un Nathan recientemente descargado se apresuran para detener a Freeyond antes de que su cabeza explote.                                                            |              |                              |               |                         |                           |
| 19 | 2            | «Fresita»                    | Jeffrey Blitz | Alison Brown            | 19 de octubre de 2023     |
| Nathan y Nora luchan para que su relación funcione, mientras Ingrid intenta aprovechar al máximo su segunda oportunidad en el amor.                                       |              |                              |               |                         |                           |
| 20 | 3            | «Día de Ciberdescuentos»     | Tom Marshall  | Megan Neuringer         | 26 de octubre de 2023     |
| La pandilla celebra el Día de Ciberdescuentos, mientras Nora descubre algo que cambia el juego: Nathan ha sido copiado en Lakeview.                                       |              |                              |               |                         |                           |
| 21 | 4            | «Doctor Download»            | Tom Marshall  | Farhan Arshad           | 26 de octubre de 2023     |
| Nathan y Nora rastrean al doctor que inventó el download, mientras Aleesha asciende más en la jerarquía de Horizen. Ingrid y el respaldo de Nathan se hacen más cercanos. |              |                              |               |                         |                           |
| 22 | 5            | «Misión de rescate»          | David Rogers  | Stephanie Johnson       | 2 de noviembre de 2023    |
| Nathan se une a su propia copia para salvar a Luke. La conspiración descubre a Nora.                                                                                      |              |                              |               |                         |                           |
| 23 | 6            | «Recuperadores de recuerdos» | Alberto Belli | Owen Daniels            | 2 de noviembre de 2023    |
| Nora y Nathan descubren evidencias importantes para exponer a Freeyond, pero su investigación causa gran tensión en su relación.                                          |              |                              |               |                         |                           |
| 24 | 7            | «Día de descarga»            | Sarah Boyd    | Maxwell Theodore Vivian | 10 de noviembre de 2023   |
| Nathan y Nora intentan pasar juntos un último día muy especial. |              |                              |               |                         |                           |
| 25 | 8            | «Día de descarga»            | Sarah Boyd    | Greg Daniels            | 10 de noviembre de 2023   |
| Nora lleva a los tribunales a las poderosas compañías de descarga, pero puede que haya intentado abarcar demasiado.                                                       |              |                              |               |                         |                           |

## Producción

### Desarrollo
El 8 de septiembre de 2017, se anunció que Amazon había dado una orden de piloto a una nueva serie de comedia monocámara creada por Greg Daniels. El 28 de julio de 2018, se anunció que Amazon había dado a la producción un pedido de serie para una primera temporada que consta de diez episodios. Daniels sirve como productor ejecutivo junto a Howard Klein y la serie es producida por 3 Arts Entertainment. El 8 de mayo de 2020, Amazon renovó la serie para una segunda temporada. En mayo de 2022, Prime Video, anunció la renovación para una tercera temporada. El 20 de octubre de 2023 se estrenaron los primeros dos episodios. 

### Casting
En enero de 2018 se anunció que Robbie Amell y Andy Allo habían sido elegidos en el papel principal masculino y femenino, respectivamente, del piloto.

### Filmación
La fotografía principal de la serie se realizó del 5 de marzo de 2019 al 10 de mayo de 2019 en Vancouver (Columbia Británica, Canadá).
Algunas fotografías exteriores para el mundo de la realidad virtual de Lake View se tomaron en Mohonk Mountain House and Preserve en New Paltz (Nueva York), incluidas imágenes del hotel, los terrenos y el lago. También se filmaron en dicha localización una pequeña cantidad de tomas interiores, incluidas las habitaciones del hotel.

## Recepción
En el sitio web agregador de reseñas Rotten Tomatoes, la serie tiene un índice de aprobación del 87% con un puntaje promedio de 6,93 de 10 basado en las reseñas de 55 críticos. El consenso crítico del sitio web dice: «Aunque Upload a veces sufre una sobrecarga tonal, la escritura ingeniosa y un elenco atractivo hacen que valga la pena vivir en el más allá». En Metacritic, la temporada tiene un puntaje promedio ponderado de 66 sobre 100, basado en 21 reseñas, lo que indica «reseñas generalmente favorables».
La segunda temporada ha recibido un índice de aprobación del 100 % con un puntaje promedio de 7,4 de 10 basado en las reseñas de 10 críticos de Rotten Tomatoes. El consenso crítico del sitio web dice: "La segunda temporada de Upload entra en modo de suspensión justo cuando se está acelerando, pero incluso una entrega truncada de esta vida tecno en el más allá es una comedia excelente". Mientras tanto, en Metacritic recibió una puntuación promedio ponderada de 72 sobre 100, basado en 4 reseñas, lo que indica «reseñas generalmente favorables».